# Plectris aeneofusca
Plectris aeneofusca är en skalbaggsart som beskrevs av Moser 1918. Plectris aeneofusca ingår i släktet Plectris och familjen Melolonthidae. Inga underarter finns listade i Catalogue of Life.